# Club Belgrano (San Nicolás de los Arroyos)
El Club Belgrano es un club social y deportivo argentino, de la ciudad de San Nicolás de los Arroyos en Provincia de Buenos Aires. Fue fundado el 30 de mayo de 1927 y se destaca en básquetbol, disciplina que posee un equipo profesional que se desempeña en el Torneo Federal de Básquetbol, tercera división nacional, en rugby, donde su equipo forma parte de los torneos de la Unión de Rugby de Rosario y en fútbol, donde participa de la Liga Nicoleña de Fútbol y el 3 de mayo de 2015 ascendió al Torneo Federal B.
Tomó relevancia nacional al haber competido durante once temporadas en la Liga Nacional de Básquet, la máxima categoría del básquetbol argentino.

## Historia
En el año 1927, un grupo de personas se reúne para fomentar y controlar el deporte en la ciudad. Esas personas eran Fortunato Bonelli, Ángel Bossi, Adhemar Bricchi, Ricardo Fulia, Antonio Gambadori, Augusto Gambadori, Norberto Gil, Daniel Lacomba, Ángel Magni, Eduardo Méndez, Beltrán Petrella, Juan Petrella, Alberto Sbaffo, Carlos Salviolo, Eduardo Solari, Rolando Sorrentino y Daniel Valosio, entre otros. A ellos, luego se agregan los miembros de la Asociación Atlética de Jóvenes, muchos de ellos menores de edad y deciden crear una entidad deportiva y social, un club al cual caracterizan de atlético y que llevaría el nombre del Creador de la bandera patria argentina, el abogado, economista y militar Don Manuel Belgrano.
El origen del nombre, según Adhemar Bricchi, proviene del pedido a la revista Caras y Caretas, de una medalla a nombre del "Club Atlético Belgrano" para ser entregada como trofeo.
La reunión final para la creación del nuevo club se dio en el Hotel Savoia, en donde se elaboraría el acta de fundación, se nombrarían presidentes y vicepresidentes provisionales y finalmente se ordenaría una asamblea para la elección definitiva de las autoridades. Si bien fue fundado especialmente para la práctica del "foot ball", tenía el carácter de atlético, destacando también el básquet. Entre otras actividades, se fomentan los juegos de mesa, como el ajedrez.
Para finales de la década del '20, el club logra, mediante un préstamo facilitado por Antonio García Núñez, la compra del predio ubicado en calle Lincoln n.º 364 (hoy calle Urquiza). En este predio se instala el campo donde se practica fútbol.
Los primeros colores del club eran el violeta y el amarillo, que luego pasaron a ser el blanco y celeste, para finalmente en 1929 cambiar al rojo y dorado que actualmente distinguen a la institución.

### Cambios de sedes
A lo largo del tiempo, y más en los comienzos del club, la sede fue cambiando de edificios. Sobre todo inspirados por la búsqueda de mayor espacio para la práctica de actividades, el club pasó del subsuelo del Hotel Savoya a una propiedad ubicada en la calle Belgrano, entre Nueve de Julio y Lincoln (actualmente calle Urquiza). Luego pasaron al bulevar Saavedra, donde años más tarde, se instaló una biblioteca, una sala de lectura, unos vestuarios, una cancha de bochas y dos de básquet.
Años más tarde y en búsqueda de una expansión, se trasladaría todo el club a la calle Pellegrini al 400. Allí se instalarían una cancha de bochas en un galpón de 25 metros x 12 m. En 1933 se instala una cancha de tenis.

### Comienzo del básquet
Para comienzos de la década del '30 llega, por parte de la Asociación Cristiana de Jóvenes, el básquet a la ciudad. La primera actividad fue un campeonato interno del club, donde participaron cuatro equipos. Este torneo fue muy popular y es por ello que se organizó otro unos meses luego que el primero, y más tarde, el primer equipo del club es invitado a participar de un torneo regional organizado por la federación de Pergamino.

### Crecimiento deportivo
En 1932 el club logra el ascenso a la primera división de la Liga Nicoleña de Fútbol, se logra afianzar la organización del torneo interno de básquet, y las bochas y el ajedrez suman más practicantes.
En 1935 se crea la Federación de Básquetbol de la Provincia de Buenos Aires, y luego la Asociación Pergaminense de Básquetbol, a la cual se incorpora el club.
En 1936 se disputa el campeonato regional de básquet en San Nicolás, del cual forma parte el club en representación de la ciudad.
El baloncesto fue creciendo a medida que pasaban los años, tal es el caso que para mejorar la práctica del deporte, se vende el alambrado perimetral de la cancha de fútbol para colocar mosaicos en la cancha de básquet. Además, se fomenta la rama femenina del deporte.
A fines de los '70 comienza la práctica del rugby, y a mediados de los '80 se comienza a competir en la Unión de Rugby de Rosario.
En 1976 el equipo de fútbol logra ganar un certamen local, fue el "Preparación" de ese año, un título "no oficial" organizado por la liga local. Fue al vencer a Defensores de Belgrano de Villa Ramallo 2 a 1.

### Crecimiento institucional
En 1976 se incorporó al club de manera de fusión por absorción el Club Náutico Juan Buatista Azopardo y en 1998 se fusiona por absorción el Club Argentino Oeste, el cual poseía bastantes deudas, las cuales Belgrano se hace cargo y por ello todos los bienes de Argentino Oeste pasan a ser del club rojo.
En 1984 se crea la "Escuela Primaria" del club, anteriormente, el club contaba con un jardín de infantes, y años más tarde, en el 2000 pasó a tener educación secundaria formando el "Instituto Polimodal Manuel Belgrano".

### Básquet profesional y nacional
El primer certamen nacional disputado por el club fue la Liga B de 1990, en la cual finalizó decimoctavo sobre veintiséis participantes, salvando la categoría. El club disputó la edición 1991/92 de la liga, hasta que esta fue reformada.
En 1993 disputa el Torneo Nacional de Ascenso, donde logró mantener la categoría, durante dos temporadas. A la tercera, finalizó octavo, hasta que en la 1996/97 logró ascender a primera división tras vencer a Newell's Old Boys en tres partidos, 84 a 80, 97 - 81, y 91 a 72.
En las primeras participaciones en Liga Nacional, el equipo logró salvarse del descenso. En la temporada 2000/01, el equipo llegó a cuartos de final, tras vencer en la reclasificación a Obras Sanitarias, pero hasta allí llegó ya que fue eliminado por Boca Juniors en cuatro juegos.
En la temporada 2001/02 llegó nuevamente a cuartos de final, tras vencer a Pico Football Club cayó en esa instancia con quien más tarde sería subcampeón, Estudiantes de Olavarría.
En el 2002 disputó la primera edición de la Copa Argentina, debutando ante Sionista de Paraná y venciéndolo en la serie. En la segunda fase, fue eliminado por Echagüe de Paraná, un equipo de una división menor. En la Liga 2002/03, el club cambió su nombre a Belgrano Proms por motivos de patrocinio. El club disputó la liga sin sobresaltos y accedió a la reclasificación por tercera vez consecutiva. Tras vencer a Ben Hur de Rafaela, fue eliminado por el vigente campeón, Atenas en tres juegos.
En la Copa Argentina 2003, Belgrano nuevamente llegó a la segunda eliminatoria, donde fue eliminado por su clásico rival Regatas. En la Liga 2003/04 nuevamente fue eliminado en cuartos de final, esta vez ante el campeón Boca Juniors.
En su tercera participación en la Copa Argentina, el club eliminó a su clásico rival, Regatas, en la primera fase y fue eliminado por Central Entrerriano en la segunda fase. En la Liga 2004/05 no tuvo una buena temporada, y a falta de dos fechas logró salvarse del descenso, primero con una victoria ante el puntero Ben Hur, y luego venciendo a Libertad de Sunchales 91 a 90 y finalizando tan solo tres puntos y medio por encima de las plazas de descenso.
En la cuarta Copa Argentina nuevamente venció a Regatas en la primera fase y nuevamente cayó en la segunda, esta vez, ante Libertad de Sunchales y en la Liga volvió a tener una mala temporada, finalizando un punto por encima de la zona de descenso.

### Descenso, compra de plaza y nuevo descenso
La Copa Argentina 2006 tampoco fue productiva para el club, quedó segundo de su grupo y eliminado de competencia en la primera etapa. La Liga Nacional 2006/07 fue aún peor, el equipo no logró muchas victorias en ninguna de las dos etapas, y con solo 10 ganados sobre 44, terminó último y descendió de categoría. Sin embargo, a pesar de haber descendido, el club compró una plaza vacante en la Liga Nacional 2007/08. La temporada sin embargo no fue la deseada y el club nuevamente cayó en zona de descenso rápidamente.
Hasta la última fecha peleó por mantenerse, sin embargo, un extraño partido disputado entre Independiente de Neuquén y Estudiantes de Bahía Blanca determinó el descenso de Belgrano.
En Neuquén se enfrentaban Independiente y Estudiantes de Bahía Blanca, mientras tanto, en el Fortunato Bonelli jugaban el local y Central Entrerriano. Estudiantes por su parte también dependía del resultado de Ben Hur, ya que el equipo rafaelino lo había vencido en dos ocasiones, y si perdía y el "albo" ganaba, quedaban empatados en puntos. Si ganaba Central Entrerriano permanecía sin depender de nadie en la liga, si ganaban Estudiantes y Belgrano, ambos permanecían en la liga, en cambio si ganaban Independiente y Belgrano se producía un triple empate entre ambos y Estudiantes, donde la manera de
desempatar pasaba a ser los enfrentamientos mutuos. 
| Independiente (N) 96 - 75 Belgrano Estudiantes (BB) 104 - 79 Belgrano Belgrano 77 - 71 Independiente (N) | Belgrano 89 - 85 Estudiantes (BB) Estudiantes (BB) 84 - 81 Independiente (N) Independiente (N) 101 - 99 Estudiantes (BB) |

Si se llegaba a esta última posibilidad, Belgrano descendería, ya que ante la igualdad de partidos ganados, se recurría a puntos convertidos, rubro que no favorecía al equipo nicoleño.
Belgrano disputaba en el Fortunato Bonelli un partido decisivo. Comenzó el juego de manera regular, siendo superior a Central Entrerriano, y con una buena labor defensiva, se fue al entretiempo ganando 50 a 36. Mientras tanto, en Neuquén, Estudiantes era muy superior al local cuando jugaban sus titulares, liderando hasta el tercer cuarto por 13, pero durante el último cuarto, y a falta de cinco minutos para el final del partido, se cortó la luz. Según la radio local, algunos sectores del estadio estaban iluminados y otros no, por ello el partido se suspendió momentáneamente. En San Nicolás, el local ganaba el último cuarto, y si se consumaba la derrota del cuadro neuquino, permanecía en primera.
| \| Equipo \| Pts \| PG \| PP \| TF \| TC \| Dif \| \| ----------------- \| --- \| -- \| -- \| --- \| --- \| ---- \| \| Estudiantes (BB) \| 6 \| 2 \| 2 \| 372 \| 350 \| + 22 \| \| Independiente (N) \| 6 \| 2 \| 2 \| 349 \| 335 \| + 14 \| \| Belgrano \| 6 \| 2 \| 2 \| 320 \| 356 \| - 36 \| | La luz volvió al Ruca Che cuando Ben Hur venció a Libertad y Estudiantes de Bahía se salvaba del descenso independientemente del resultado de su partido, por ello, el técnico visitante mandó a la cancha un equipo lleno de jugadores "suplentes" e Independiente logró empatar el partido, para luego en tiempo suplementario ganarlo. La victoria del equipo neuquino consumó el descenso de Belgrano. |    |    |     |     |      |
| Equipo | Pts | PG | PP | TF  | TC  | Dif  |
| Estudiantes (BB) | 6 | 2  | 2  | 372 | 350 | + 22 |
| Independiente (N) | 6 | 2  | 2  | 349 | 335 | + 14 |
| Belgrano | 6 | 2  | 2  | 320 | 356 | - 36 |

El equipo nicoleño, mediante su dirigencia, elevó a la organización una queja presentando varias pruebas para que se revea su descenso, las cuales fueron consideradas por el tribunal, sin embargo, por un error en la redacción de la nota, la prueba más determinante quedó desestimada y el caso quedó anulado.

### Temporadas en el TNA
Tras once temporadas en la Liga Nacional, el club se vio en el Torneo Nacional de Ascenso para la temporada 2008/09. Al participar de la segunda división seguía participando en la Copa Argentina, esta vez, en la edición 2008, el equipo quedó tercero de su grupo, sin posibilidades de acceder a la siguiente fase.
Con el auspicio del municipio, el equipo cambió de nombre a San Nicolás Belgrano y en el TNA, el equipo tuvo una buena primera fase, clasificando al TNA 1, la zona que determinaba que equipos participaban directamente de los cuartos de final y que equipos iban a la reclasificación. En el TNA 1 sin embargo no le fue tan bien, y debió disputar la reclasificación ante Argentino de Junín. Tras derrotar al elenco juninense, se enfrentó a Unión de Sunchales, elenco que lo derrotó en cinco juegos y que más tarde ascendería.
En la Copa Argentina de 2009 quedó eliminado nuevamente en la primera fase, mientras que en su segunda temporada en el TNA, San Nicolás Belgrano tuvo una mala primera fase, y clasificó al TNA 2, buscando salvar la categoría. En el TNA 2 clasificó segundo, accediendo a la reclasificación, ante Oberá Tenis Club. Tras vencer al equipo misionero, fue eliminado por Argentino de Junín en tres juegos.
Tras dos temporadas en el TNA, varios problemas económicos llevaron al club a poner en venta su plaza.

### Torneo federal y actualidad
Desde 2013, el equipo participa de la tercera división nacional, el Torneo Federal de Básquetbol, donde en su primera temporada perdió la categoría.

## Símbolos

### Escudo y colores
Los primeros colores del club eran el violeta y el amarillo. Más tarde, cambiaron al blanco y celeste para finalmente cambiar a los actuales, el rojo y el dorado.
El escudo del club es una adaptación de la Cruz de Malta de colores oro y rojo. Fue elegida en 1929 en una asamblea general.

### Uniformes
| Primer uniforme de básquet. | Segundo uniforme de básquet. | Uniforme de fútbol. | Uniforme de rugby. |

## Instalaciones
La sede social se encuentra, desde 1932, en la calle Carlos Pellegrini n.º 476 en un amplio predio de 6.930 metros cuadrados. Allí se encuentran gran parte de los inmuebles del club, entre ellos el Estadio Fortunato Bonelli, una cancha de pelota paleta, canchas de bochas, el "Patio de Deportes 30 de Mayo", el natatorio "Cayetano Cavalli", primer pileta de San Nicolás (1951) y la primera climatizada (1991), un salón comedor y de fiestas, un gimnasio de musculación, el salón de ajedrez, la biblioteca, unos vestuarios, un gimnasio en construcción similar al estadio y un quincho y sector de monte destinado a actividades recreativas y sociales.

### Estadio Fortunato Bonelli
El Club Belgrano desarrolla las actividades del básquet profesional en el Estadio Fortunato Bonelli, que fue inaugurado el 28 de mayo de 1977 con un partido entre Belgrano y Regatas, con victoria para el elenco azul-naranja. El 30 de diciembre del 2000 se reinaugura el estadio con las nuevas refacciones. Tiene una capacidad de 3 500 personas y es el estadio techado más grande de la ciudad de San Nicolás. El estadio posee 1 000 plateas retráctiles, las cuales se suman a las 2 500 que posee fijas.
Tras haber participado las primeras tres temporadas en la liga nacional utilizando el estadio de Defensores de Belgrano de Villa Ramallo, el club buscó destrabar un impedimento legal que existía para la utilización del estadio propio incentivada por el otro equipo nicoleño en la liga, Regatas.

### Club de Campo
Ubicado en el km 32 de la ruta que une Rosario con Buenos Aires y en el mismo se encuentran las canchas de hockey, fútbol, rugby, y además canchas de tenis.

### Sede Morteo
Las propiedades inmuebles del Club Argentino Oeste, que pasaron a formar parte del club en 1998. Entre ellas se encuentran la sede deportiva y el complejo deportivo donde funcionan entre otras cosas, un playón polideportivo para la práctica de fútbol infantil, rugby infantil y hockey infantil.

## Otros deportes

### Rugby
En el rugby el club forma parte de la Unión de Rugby de Rosario, donde participa de los certámenes organizados por esta, entre ellos, el Torneo Regional del Litoral.
En los años 1977 y 1978 se comienza con la práctica del deporte en la ciudad de San Nicolás de los Arroyos, y en 1982 se produce el mayor crecimiento del deporte. Gracias a José Luis Pellegrini se forma un equipo juvenil que al año siguiente comienza a participar en la unión rosarina. Dos años más tarde, el club ya contaría con un equipo de mayores y uno juvenil, y más tarde con todas las divisiones e incluso con el club formando parte del Consejo Directivo.
No es recurrente en el Torneo del Litoral, sin embargo participa en las ediciones de la Unión de Rosario. 

### Fútbol
El fútbol fue la principal actividad del club, desde sus comienzos participó en los certámenes locales, logrando en 1932 el ascenso a la primera división local. Ya en primera división, el primer título logrado fue el "Preparación 1976" al vencer a Defensores de Belgrano de Villa Ramallo en la final.
El 30/07/16 fue un día muy importante para el fútbol de Belgrano porque se coronó por primera vez campeón (oficial) del torneo local "Torneo Diario Nación" frente a su clásico rival (Regatas) por 2 a 0 con los goles de Iván Heinzman a los 4' del Primer Tiempo y Emanuel Doblores a los 5' del Segundo Tiempo, el elenco de calle Pelegrini formó de la siguiente manera Jordán Etchemendi; Emanuel Doblores, David  Sadauskas, Iván Heinzmann y Ezequiel Taborda; Guido Reynoso, Matías Alfeirán, Martín Cena y Rodrigo Rodríguez; Ariel Olsen y Leandro Cabral. DT: Rogelio Nardoni.
Lo mismo iba a ocurrir un año después el 1/7/17 cuando Belgrano se media con Argentino Oeste en la final del Torneo Local “Maxi ´Tanque´ Giusti”, el encuentro terminó 0-0 y se definió por penales con el resultado 4-3 a favor del club de calle Pelegrini y así poder lograr su segundo campeonato oficial, de esta manera formó el equipo de Belgrano: Ariel Beovides, Gastón Giusti, Kerly Merello, Maximiliano Merello, Ezequiel Taborda, Isabelino Cardozo, Roque Contigiani, Ariel Olsen, Martin Cena, Sebastián Girsa y Gabriel Tiseira. DT: Rogelio Nardoni.
En el ámbito nacional ha participado del Torneo del Interior 2011, Torneo del Interior 2012 y Torneo del Interior 2013.
El 3 de mayo de 2015 obtuvo el ascenso al Torneo Federal B, luego de vencer en la final a Colón de Colonia Caroya por 2 a 0. Previamente había clasificado primero en el grupo 25, vencido en octavos a Atlético Baradero, en cuartos a Gimnasia y Esgrima de Chivilcoy y en semifinales a Belgrano de Santa Isabel.

### Otros
- Ajedrez
- Balonmano
- Hockey
- Natación
- Pelota paleta
- Tenis
- Karate
- Gimnasia Artística

## El clásico nicoleño
Es el partido que enfrenta a Belgrano y Regatas, los dos clubes más populares y significativos de la ciudad. El clásico nicoleño de fútbol actualmente es el que más convocatoria y frecuencia tiene.